# Patrick Flueger
Patrick Flueger (Red Wing, 10 dicembre 1983) è un attore statunitense.

## Carriera
È nato in una piccola città del Minnesota come maggiore di tre fratelli. Ha frequentato il liceo alla Red Wing High School della sua città natale fino ad avere un ruolo di rilievo nel film della Disney Pretty Princess. Nel 2004 assume il ruolo di Shawn Farrell nella serie  4400 della USA Network, recitando il ruolo fino al 2007. Nel corso della sua carriera ha preso parte ad alcuni episodi di diverse serie televisiva come CSI: Miami, JAG – Avvocati in divisa, Giudice Amy, Warehouse 13, Criminal Minds e Boston Public.
Flueger ebbe anche il ruolo nel film di Roger Donaldson, Indian – La grande sfida, recitando al fianco di Anthony Hopkins. Invece nel 2009 recita al fianco di Tobey Maguire in Brothers, un film di Jim Sheridan. Nel febbraio 2010 è stato visionato per il ruolo di Capitan America nel film in progettazione dedicato a questo supereroe. A partire dal 2014, diventa uno dei protagonisti della serie televisiva Chicago P.D., interpretando la parte dell'agente di polizia Adam Ruzek.

## Filmografia

### Cinema
- Pretty Princess, regia di Garry Marshall (2001)
- Indian - La grande sfida (The World's Fastest Indian), regia di Roger Donaldson (2005)
- Yu Are Here, regia di Henry Pincus (2007)
- Kill Theory, regia di Chris Moore (2009)
- The Job, regia di Shem Bitterman (2009)
- Brothers, regia di Jim Sheridan (2009)
- Mother's Day, regia di Darren Lynn Bousman (2010)
- Footloose, regia di Craig Brewer (2011)
- Loaded, regia di Chris Zonnas (2015)
- The Tell-Tale Heart, regia di John La Tier (2016)
- Lawless Range, regia di Sean McGinly (2016)

### Televisione
- Septuplets – serie TV, 1 episodio (2002)
- Giudice Amy (Judging Amy) – serie TV, episodio 4x17 (2003)
- L'estate della nostra vita (Twelve Mile Road) – film TV, regia di Richard Friedenberg (2003)
- The Pitts – serie TV, episodio 1x05 (2003)
- JAG - Avvocati in divisa (JAG) – serie TV, episodio 9x10 (2003)
- CSI Miami – serie TV, episodio 1x23 (2003)
- Boston Public – serie TV, episodio 4x01 (2003)
- I Finnerty (Grounded for Life) – serie TV, episodio 4x11 (2003)
- Paradise – film TV, regia di Frank Pierson (2004)
- 4400 – serie TV, 45 episodi (2004-2007)
- Law & Order - Unità vittime speciali (Law & Order: Special Victims Unit) – serie TV, episodio 5x15 (2004)
- It's All Relative – serie TV, episodio 1x15 (2004)
- Scoundrels – serie TV, 8 episodi (2010)
- Criminal Minds – serie TV, episodio 8x15 (2013)
- Hatfields & McCoys – film TV, regia di Michael Mayer (2013)
- Warehouse 13 – serie TV, episodio 4x12 (2013)
- Chicago P.D. – serie TV, 221 episodi (2014-in corso) Adam Ruzek
- Chicago Fire – serie TV, 12 episodi (2014-2021)  Adam Ruzek
- Chicago Med – serie TV, 2 episodi (2019-2020) Adam Ruzek

## Doppiatori italiani
Nelle versioni in italiano delle opere in cui ha recitato, Patrick Flueger è stato doppiato da:
- Nanni Baldini Chicago P.D., Chicago Fire, Chicago Med
- Stefano Crescentini in CSI: Miami, JAG – Avvocati in divisa
- Francesco Bulckaen Indian – La grande sfida, Law & Order – Unità vittime speciali
- Marco Vivio in Warehouse 13, Footloose
- Alessandro Tiberi in 4400 (1° voce)
- Gabriele Lopez in 4400 (2° voce)
- Francesco Pezzulli in Criminal Minds
- Simone Crisari in Pretty Princess
- Simone D'Andrea in Brothers